# Station Dzierżanów Wielkopolski
Station Dzierżanów Wielkopolski is een spoorwegstation in de Poolse plaats Dzierżanów.